# 勒文海姆–斯科伦定理
在数理逻辑中，经典勒文海姆–斯科伦定理（英語：Löwenheim–Skolem theorem）声称对于标识（signature）为 {\displaystyle <\mathbf {C} ,\mathbf {F} ,\mathbf {R} ,\sigma >} 的任何可数一阶逻辑语言 L 和 L-结构 M，存在一个可数无限基本子结构 N {\displaystyle \subseteq } M。
这个定理的自然和有用的推论是所有一致的 L-理论都有可数的模型。
这里的标识由常量集合 {\displaystyle \mathbf {C} }、函数集合 {\displaystyle \mathbf {F} }、关系符号集合 {\displaystyle \mathbf {R} }、和表示函数和关系符号的元数的函数 {\displaystyle \sigma :\mathbf {F} \cup \mathbf {R} \rightarrow \mathbb {N} } 组成。在这个上下文中 L-结构，由底层集合(经常指示为“M”)和 L 的函数和关系符号的释义组成。L 的常量在 M 中的释义就是 M 的成員。类似的，{\displaystyle \sigma (f)\ }-元函数 {\displaystyle f\in \mathbf {F} } 被指派为 M 中的 {\displaystyle \sigma (f)\ }-元函数 {\displaystyle M^{\sigma (f)}\rightarrow M} 的图，而{\displaystyle \sigma (R)\ }-元关系 {\displaystyle R\in \mathbf {R} } 的释义被指派为 M 中的 {\displaystyle \sigma (R)\ }-元关系。语言 L 是可数的，如果在 L 中的常量、函数和关系符号是可数的。

## 例子
一个周知的不可数模型是所有实数的集合，带有次序关系 "<" 作为唯一的关系，和加法与乘法作为函数。有序域的公理是一阶句子；最小上界公理不是一阶的而是二阶的。这个定理蕴涵了实数域的某个可数无限的子域，因此不同于实数域，但满足了实数域所满足的所有一阶句子。(作为可数的有序域，它不能满足最小上界公理)。例如，特定多项式方程有解(在这个模型中)的断言是一阶句子，因此在断言了其存在的可数子模型中是真的，当且仅当它在实数域中是真的。
数学家考虑的多数数学结构，特别是多数范畴的多数成员，是这里定义意义上的模型。勒文海姆–斯科伦定理告诉我们如果它们是不可数的，它们不能被任何一阶句子的集合唯一性的选取出来。

## 证明梗概
对于在模型 M 中为真的如下形式的一阶句子
{\displaystyle \forall x\ \exists y\ R(x,y)}
或
{\displaystyle \forall x_{1}\ \cdots \ \forall x_{n}\ \exists y_{1}\ \cdots \ \exists y_{m}R(x_{1},\dots ,x_{n},y_{1},\dots ,y_{m})}
有一个Skolem 函数 f，就是说映射 x 到断言了其存在的 y 的函数，使得
{\displaystyle \forall x\ R(x,f(x))}
在 M 中为真。因为有很多这样的 y 的值，必须启用选择公理来推出 Skolem 函数的存在。
这个模型的某些成员可以直接用一阶公式来定义，就是说，它们的存在被如下形式的句子所断言
{\displaystyle \exists y_{1}\ \cdots \ \exists y_{m}R(y_{1},\dots ,y_{m})}
并且因为只有可数多个一阶公式，只有可数多个成员可以用这种方式直接定义。
证明的想法是: 开始于这个模型的所有一阶可定义成员的集合，并接着在所有 Skolem 函数下闭合它。这个闭包必定最多是可数无限的。这个模型的子集是这个定理断言了其存在的子模型。

## 更一般的 "勒文海姆–斯科伦定理"
上述定理假定了有限或可数无限的语言。更一般的勒文海姆–斯科伦定理做其他有关基数的假定。类似于这个经典定理的某些定理，断言更小的子模型的存在(“向下”勒文海姆–斯科伦定理)；其他一些断言更大基数的模型的存在(“向上”勒文海姆–斯科伦定理)。

## 勒文海姆-斯科伦定理在一阶逻辑中的定义和证明
勒文海姆-斯科伦定理:  如果 {\displaystyle \Delta } 是一个含有有限可数个数的命题组成的集合，并且集合 {\displaystyle \Delta } 是可以满足的({\displaystyle \Delta } SAT),那么至少存在一个模型(或叫作指派，或叫作解释 (Interpretation)) 用符号记作 I, {\displaystyle I\models \Delta } ,且这个模型 I 指派解释也是可数的
证明:
前提:在语言集合L中如果我们有一个可满足式的有限可数命题公式的集合 {\displaystyle \Delta }，且{\displaystyle \phi \in \Delta },{\displaystyle \phi }是{\displaystyle \Delta }中的命题公式
如果我们有一个集合，用字母记作 S ,并且  {\displaystyle S=\bigcup _{\phi \in \Delta }CL(\phi )}，其中集合 {\displaystyle CL(\phi )}是由命题公式{\displaystyle \phi }转换成子句结构(Clause)所组成的集合，我们有一个定理(记作Th): 如果{\displaystyle \psi }是可满足式的(Satisfaisable)公式，当且仅当Clause({\displaystyle \psi })也是可满足式的，通过这个定理，我们确保S是可满足的，并且也是可数的
如果我们有一个基于语言集合L的等价公理集合，记作{\displaystyle E_{=}}(该集合是为了用于Skolemisation方法中,也就是{\displaystyle \phi }在转化成Clause({\displaystyle \phi })过程中，去除有限量词{\displaystyle \exists }的方法Skolemisation,化为Skolem范式)
那么很显然 {\displaystyle S\bigcup E_{=}} 也是可满式的集合，那么 {\displaystyle IF(S\bigcup E_{=})} 同样是可满足的
由于语言集合L中的元素是可数的 所以{\displaystyle IF(S\bigcup E_{=})} 是也是有限可数的集合
如果我们有一个模型，记作 I 且 {\displaystyle I\models IF(S\bigcup E_{=})},赫尔不兰特定理(Theoreme de Herbrand)告诉我们如果我们要构造一个模型M,并且{\displaystyle M\models S\bigcup E_{=}}，那么模型M的模型解释指派域(记作)D是一个以I(t)为元素的指派域(其中t是在S中的所有的项)，那么模型M是通过Congurence关系来解释指派等价性关系(Egalite)
由于我们说语言理合L是可数的，那么指派解释域D也是可数的
那么我们可以构造另一个模型M'，并且基于解释域 {\displaystyle D/M_{=}}(我们通过等价关系来指派解释等价性)且{\displaystyle M'\models S},那么M'必然也是可数的，那么根据Th定理，{\displaystyle M'\models S} ,那么我们就可以说 {\displaystyle M'\models \Delta }
所以我们证明了勒文海姆-斯科伦定理

## 引用
- Wilfrid Hodges (1997), "A Shorter Model Theory", Cambridge University Press, ISBN 0521587131
- María Manzano (1999), "Model Theory", Oxford University Press, ISBN 0198538510
- Rothmaler, Philipp (2000), "Introduction To Model Theory", CRC